# Illyés Gyula Archívum és Műhely
Az Illyés Gyula Archívum és Műhely a Magyar Tudományos Akadémia Irodalomtudományi Intézete keretein belül működött 2003 és 2013 között.

## Története
A főváros VI. kerületben a Teréz krt. 13. számú épület első emeletén, egy műemlékvédelem alatt álló, de a kor viszonyainak megfelelően, modern technikai berendezésekkel ellátott, minőségi elvárások szerint berendezett terem-együttesben létrehozott archívum létrehozásáról két minisztérium (Nemzeti Kulturális Örökség Minisztériuma, Oktatási Minisztérium) és a Magyar Tudományos Akadémia vezetése döntött. Az ünnepélyes megnyitó 2003. április 15-én, Illyés Gyula halálának 20. évfordulóján volt (Vizi E. Szilveszter, a Magyar Tudományos Akadémia elnöke nyitotta meg. Beszédet tartott még Görgey Gábor kulturális és Magyar Bálint oktatási miniszter is. A megnyitó végén Császár Angéla előadóművész szavalt míg Faragó Laura énekművész népdalokat adott elő.). Az Archívumban kapott helyet Illyés Gyula könyvtárának, és kéziratos hagyatékának jelentős része, valamint fotók, videofelvételek és hangkazetták is.
A könyvtár nagyrészt az Illyés Gyulának dedikált köteteket tartalmazta. Eredeti állapotát Takács Mária: Illyés Gyula könyvtára című két kötetes munkája őrzi. A könyvek számbavétele és újrarendezése megtörtént, amely munkának az eredményeként böngészhetővé váltak:
1. Könyvjegyzék az Archívumba került könyvállományról. (Készítették: Benda Mihály, Morvay Kinga, Papp Szilvia Anikó, Stauder Mária. Szerkesztette: Stauder Mária.)[2]
2. Periodika[3]
3. Segédanyagok a könyvjegyzék és a periodika-jegyzékek használatához[4]

Az intézethez került hangkazetták és videofelvételek archiválása (CD-re mentése) megtörtént, ezzel a kutatók kiszolgálása a hang és video anyagra vonatkozóan is lehetővé vált. Az archiválást a Petőfi Irodalmi Múzeum Hangtára munkatársainak a segítségével végezték. A hangzó anyag részletes leírását, feltárását Morvay Kinga végezte el.  A feldolgozás során jelentős segítséget kapott az intézet Illyés Máriától (beszédhangok felismerése, beszélgetésben elhangzó, gyakran francia nevek, szövegek azonosításában.) A felvételek irodalomtörténeti értéke kiemelkedő lehet, elsősorban a huszadik századi, azon belül a francia-magyar kapcsolatokat feldolgozó kutatók, egyetemi hallgatók számára.  A kéziratos hagyatékot (a megjelent művek kéziratai, gépiratok, naplójegyzetek) Illyés Gyuláné (Kozmutza Flóra) és az általa felkért tanácsadó szakemberek segítségével kialakított rendezési elvek szerint őrizték meg az Archívumban. A kéziratos hagyatékot az MTA Könyvtára (MTA KIK) Kézirattára szabályait figyelembe véve dolgozták fel újra. A kéziratként őrzött gépiratok, lapkivágatok, nyomdai korrektúrapéldányok, feljegyzések, aprónyomtatványok (plakátok, műsorfüzetek) és más, nem szigorúan kéziratnak tekinthető anyag szétválasztását, regisztrálását elvégzése is megtörtént. Ezeket a munkákat Benda Mihály, Stauder Mária, Tüskés Anna végezte el. Az intézet tájékoztatást adott Illyés Gyula levelezésével kapcsolatban is. A kutatók számára betekintést biztosítottak az Illyés Gyulához írott levelekbe (bár azokat nem az Archívum raktárában őrizték). 
2005 júliusában az Archívumba került Gara László írói hagyatéka. A hagyatékot Párizsból szállították Budapestre, a Nemzeti Kulturális Örökség Minisztériuma és a Párizsi Magyar Kulturális Intézet segítségével. A későbbiekben az Archívumba került Hopp Lajos irodalomtörténész hagyatéka, Krasznahorkai László írói életműve hagyatéknak tekinthető része is. Ez utóbbi gyűjteményrész nem volt kutatható.
Az Archívum tanácstermében az Irodalomtudományi Intézet osztályaival, egyetemi tanszékekkel, könyvkiadókkal közösen szervezett események kaptak helyet. 2013 januárjáig 188 rendezvényt – díjátadókat, kerekasztalbeszélgetéseket, konferenciákat, emlékesteket, könyvbemutatókat – tartottak, többek között az alábbiakat:
- Remények és aggodalmak az Európai Unió küszöbén (2003. október 30–31.)[5]
- Historia litteraria a XVIII. században (2004. október 12–14.)[6] melynek keretén belül a Faludi Ferenc-díj átadása Vörös Imre részére (október 12.)[7]
- Első folyóirataink – a sorozat első köteteinek bemutatója (2005. október 19.)[8]
- A Tarnai Andor-díj és a Faludi Ferenc Alkotói Díj átadása, Cinzia Franchi előadása (2007. február 21.)[9]
- „Az olvasó fényűzése” – In memoriam Domokos Mátyás (Emlékest és könyvbemutató) (2007. május 31.)[10]
- A XVIII. Századi Osztály könyvbemutatója és Bíró Ferenc 70. születésnapi köszöntése (2007. június 6.)[11]
- Letteratura dell’ Ungheria – A cura di Simona Cappellari – Az Acerbi Alapítvány magyar irodalomtörténeti kézikönyvének könyvbemutatója (2007. szeptember 14.)[12]
- Bojtár Endre: Litván–magyar szótár – bemutató (2007. november 8.)[13]
- A Faludi Ferenc Alkotói Díj és a Tarnai Andor-díj átadása – Díjazottak: (Bartók István) és (Bíró Ferenc) (2008. március 12.)[14]
- A XVIII. Századi Osztály könyvbemutatója, kerekasztal Bessenyei György műveinek kritikai kiadásáról (2008. április 2.)[15]
- A Korunk műhelyvitája az új irodalomtörténetről (2008. május 29.)[16]
- Az Adriai képek. Magyar útirajzok című kötet bemutatója (2008. június 12.)[17]
- A Korunk bemutatkozó estje (2008. szeptember 30.)[18]
- Bodnár György-emlékülés és a Párbeszéd az idővel című könyv posztumusz bemutatója (2009. február 12.)[19]
- A Faludi Ferenc Alkotói Díj és a Tarnai Andor-díj átadása – Díjazottak:Szelestei N. László és Kecskeméti Gábor (2009. február 25.)[20]
- A Neolatin Társaság közgyűlése (2009. március 16.)[21]
- La NRF et Nyugat : entre traditionalisme et modernité (2009. május 8.)[22]
- Felvilágosodás, nyelvújítás, szabadkőművesség (2009. október 2.)[23]
- Az elbeszélés a 19−20. század fordulóján (novellaelemző konferencia) (2009. október 16.)[24]
- Pomogáts Béla Magyar irodalom Erdélyben (1918–1944), Csíkszereda, Pallas-Akadémia, 2008. c. könyvének bemutatója (2009. október 29.)[25]
- Az Ághegy (Skandináviai Magyar Irodalmi és Művészeti Lapfolyam) és az Erdélyi Szépmíves Céh (1924–1944, 1990–1995 Emlékkönyv) bemutatója (2009. november 26.)[26]
- Kapocsi Judit  Kapocsi Judit Az Öregasszony és a Fiú című könyvének bemutatója (2009. november 30.)[27]
- A XVIII. Századi Osztály könyvbemutatója és a Drámakutató Csoport 30 éves jubileuma[Mj. 1] (2009. december 2.)[29]
- Irodalom és referenciális igazság – Az MTA ITI és az Újvidéki Egyetem közös konferenciája (2009. december 8–9.)[30]
- Marián István és a Műszaki Egyetem forradalma – A Nagy Imre Társaság Budapesti Szervezetének kerekasztal-beszélgetése (2009. december 10.)[31]
- A Lucidus Kiadó Kisebbségkutatás Könyvek c. sorozata új köteteinek bemutatója (Pomogáts Béla, Sas Péter) (2009. december 14.)[32]
- A Füst Milán Alapítvány díjkiosztója (Füst Milán Fordítói Díj és Füst Milán Fordítói Ösztöndíjak) (2009. december 16.)[33]
- Kabdebó Tamás 60 éves írói jubileuma (Mécs Károly, Molnár Márta és a szerző részvételével) (2009. december 21.)[34]
- A Reneszánsz Osztály könyvbemutatója[Mj. 2] (2010. január 26.)[36]
- Bella István-emlékest (2010. február 17.)[37]
- Hargittay Emil és Gömöri György könyvbemutatója[Mj. 3] (2010. március 17.)[39]
- A Faludi Ferenc Alkotói Díj és a Tarnai Andor-díj átadása – Díjazottak: Nagy Imre és Korompay H. János (2010. március 24.)[40]
- A Toldy Ferenc-díj átadása – Díjazott: Fenyő D. György (2010. május 14.)[41]
- Marafkó László Egyszervoltak című novelláskötetének bemutatója (2010. május 31.)[42]
- A Nap Kiadó könyvbemutatója[Mj. 4] (2010. június 2.)[44]
- Ćurković-Major Franciska Szabó Lőrinc kelet-adriai utazásai című könyvének bemutatója (2010. június 14.)[45]
- A Magyar Irodalomtörténeti Társaság Toldy Ferenc-díjának átadása Dávidházi Péternek – Hegedüs Béla előadása és az Építész a kőfejtőben c. tanulmánykötet átadása (2010. október 8.)[46]
- Balog Iván Bibó István recepciója: Politikai átértelmezések (Budapest, Argumentum, 2010) című könyvének bemutatója (2010. október 14.)[47]
- Magyar Arión – Konferencia Pálóczi Horváth Ádám születésének 250. évfordulója tiszteletére (2010. október 20–21.)[48]
- Cseke Péter: Álom egy kolozsvári Solveig-házról és Fájó sebekből termő ágak: Világtávlatban gondolkodó Erdélyi Fiatalok című könyveinek bemutatója (2010. november 18.)[49]
- Kemény János-emlékülés (2010. november 23.)[50]
- Gergely Ágnes: Jonathan Swift éjszakái (Budapest, Argumentum, 2010) című kötetének bemutatója (2010. december 6.)[51]
- A „Zengett Szíonon a zsoltár”: A magyar kálvinizmus kulturális és civilizációs hatásai (szerk. Kulin Ferenc, Veliky János) című tanulmánykötet bemutatója (2010. december 14.)[52]
- A Drámakutató Csoport könyvbemutatója[Mj. 5] (2010. december 16.)[53]
- A Pázmány Péter Katolikus Egyetem könyvbemutatója[Mj. 6] (2011. január 18.)[55]
- Skultéty Csaba A szlovákok és mi (Egy kelet-nyugati publicista szemével) című kötetének bemutatója (2011. január 25.)[56]
- A XVIII. Századi Osztály könyvbemutatója[Mj. 7] (2011. február 16.)[57]
- A Faludi Ferenc Alkotói Díj és a Tarnai Andor-díj átadása – Díjazottak: Knapp Éva és Szabó G. Zoltán (2011. március 30.)[58]
- W. Schmidt-Biggemann vendégelőadása Von Leibniz bis Kant: Die Besonderheiten der deutschen Aufklärung és Teodícea és tények: A német felvilágosodás filozófiai profilja (ford. Boros Gábor és Simon József, Bp., L’Harmattan Kiadó – Német-Magyar Filozófiai Társaság, 2011) című könyvének bemutatója (Hegedüs Béla) (2011. május 11.)[59]
- Emlékülés Erdődy Edit halálának 1. évfordulóján (2011. április 12.)[60]
- Hagyományfrissítés XIX/1. – Kölcsey Ferenc: Nemzeti hagyományok – műhelykonferencia (2011. május 20.)[61]
- „Kolozsvár könyvekkel köszönti Poszler Györgyöt” – A Kolozsvár Társaság és a KOMP-PRESS – Korunk Baráti Társaság könyvbemutatója a 80 éves akadémikus irodalomtörténész tiszteletére (2011. június 4.)[62]
- Kuncz Aladár-emlékülés (2011. június 15.)[63]
- Konferencia a szatíráról (2011. szeptember 9.)[64]
- A Magyar Irodalomtörténeti Társaság 2011. évi Toldy Ferenc-díjának átadása – A díj kitüntetettje: Farkas László szerkesztő (2011. szeptember 30.)[65]
- Nagy Károly-emlékülés (2011. november 3.)[66]
- Nyilasy Balázs A 19. századi modern magyar románc (Bp., Argumentum) – Könyvbemutató (2012. március 20.)[67]
- A Faludi Ferenc Alkotói Díj és a Tarnai Andor-díj átadása – Díjazottak: Szathmári István, Debreczeni Attila és Tüskés Gábor (2012. március 28.)[68]
- Identitás és kultúra a török hódoltság korában – Szerkesztő: Ács Pál, Székely Júlia (Budapest, Balassi Kiadó, 2012) – könyvbemutató (2012. május 17.)[69]
- Bauer Júlia: És mégis című kötetének bemutatója (S. a. r. Sas Péter (2012. szeptember 24.)[70]
- Könyv- és folyóirat-bemutató a Magyar Irodalomtörténeti Társaság szervezésében[Mj. 8] (2012. október 16.)[71]
- Méray Tibor Egy és más c. kötetének bemutatója (2012. október 17.)[72]
- A magyar novella – Konferencia (2012. november 26–27.)[73]
- Hagyományfrissítés XIX/2. – Széchenyi István: Hitel– Konferencia (2012. november 29.)[74]
- A Nap Kiadó könyvbemutatója[Mj. 9] és Rónay László 75. születésnapi köszöntése (2012. december 7.)[76]

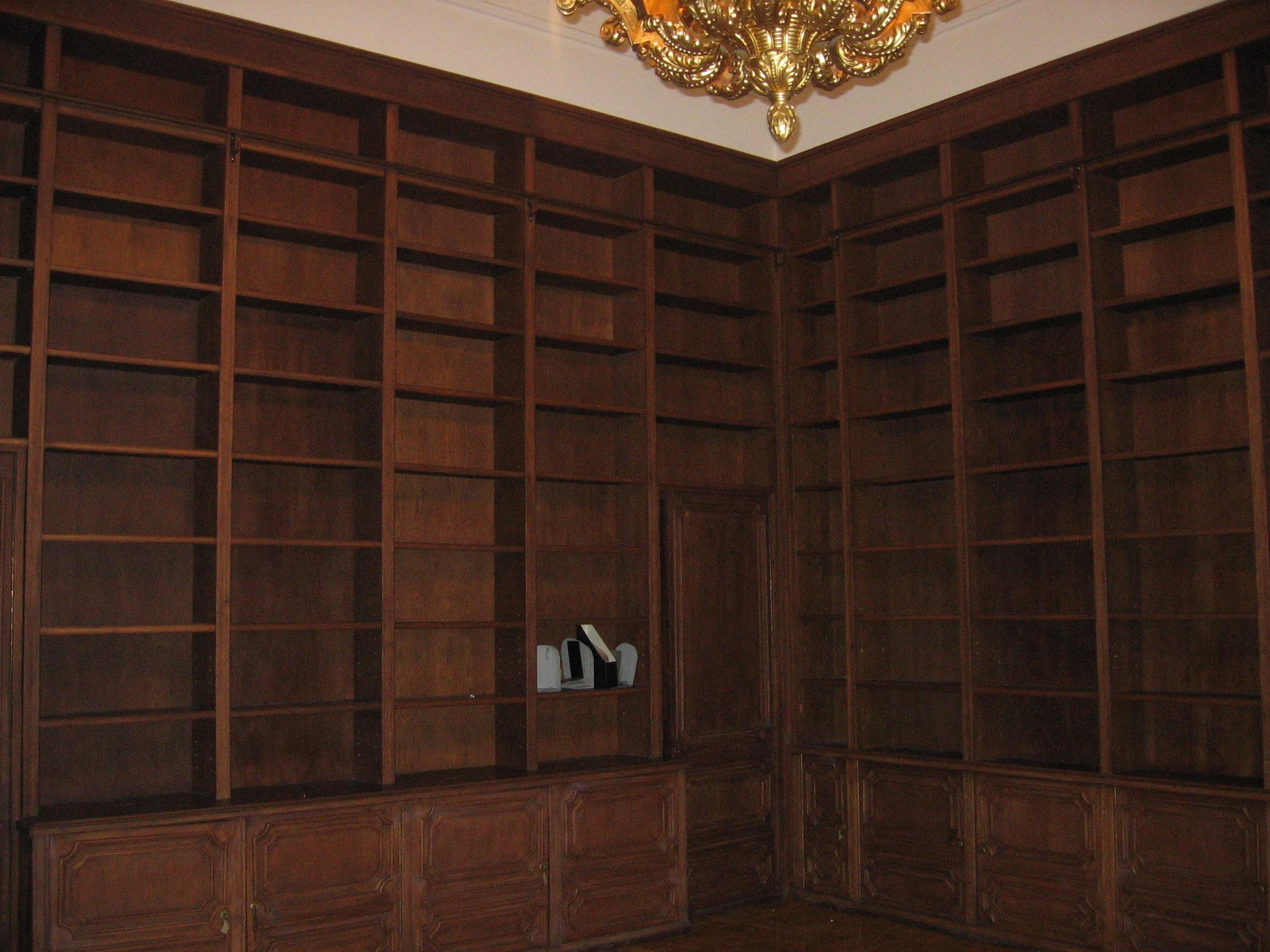
2013 februárjában, a kiürítés után

Az intézmény létét garantáló 10 éves szerződés 2012 decemberében lejárt. Az MTA akkori elnöke, Pálinkás József és Illyés Mária, az író leánya és örököse által aláírt új szerződés szerint a szerző írói hagyatéka a Magyar Tudományos Akadémia Könyvtára tulajdonába került. Így a BTK Irodalomtudományi Intézete Illyés Gyula Archívuma megszűnt. Az Archívum termeinek elhagyását, a hagyatékok és a bútorzat kiköltöztetését 2013. február 8-ig kellett befejezniük. Az MTA KIK Kézirattárának részére átadásra kerültek az Illyés hagyatékkal kapcsolatos –az Irodalomtudományi Intézete által végzett feldolgozott – munkák eredményét is.
A többi hagyaték sorsáról az MTA BTK főigazgatója és az MTA BTK ItI igazgatója a tulajdonosokkal egyeztetve, az alábbiak szerint rendelkezett: Gara László hagyatéka a Petőfi Irodalmi Múzeum Kézirattárába került, míg Hopp Lajos hagyatéka a BTK ItI Archívumába. Krasznahorkai László hagyatéka szintén a BTK ItI Archívumába. Az MTA BTK intézeteire, többek között az Irodalomtudományi Intézetre nézve is kötelező költözködés elkerülhetetlennek látszó volta miatt Krasznahorkai László író a tulajdonát, vagyis írói hagyatékrészét, 2014-ben elszállíttatta az BtK ItI Archívumából. Más közgyűjteményben vagy archívumban nem helyezte el.

## Az Archívum munkatársai voltak
- Pomogáts Béla, tudományos vezető (2002–2013); Stauder Mária, archívumvezető (2002–2013).
- Benda Mihály, munkatárs (2003–2013); Papp Szilvia Anikó, munkatárs (2003–2004); Morvay Kinga, munkatárs (2004–2007); Tüskés Anna, munkatárs (2007–2013).
- Kulin Ferenc tanácsadó, (2003–2004) 2013-ig külső munkatárs, az Illyés Gyula írói hagyatékáért kuratórium tagja.

2013 januárjában az MTA BtK által szervezett Megőrzés, kutatás, megosztás címmel a kutatóközpont archívumairól, adatbázisairól, könyvtárairól szóló konferencián elhangzott előadás, az Illyés Gyula Archívumról, és az ott folyó munkákról is.